# سورنی (سرزمین آلتای)
سورنی (به لاتین: Severny) یک منطقهٔ مسکونی در روسیه است که در سرزمین آلتای واقع شده‌است.